# Pleurophascum occidentale
Pleurophascum occidentale là một loài rêu trong họ Pleurophascaceae. Loài này được R.E. Wyatt & A.H. Stoneb. mô tả khoa học đầu tiên năm 1989.